# Trochosa hoggi
Trochosa hoggi är en spindelart som först beskrevs av Roger de Lessert 1926.  Trochosa hoggi ingår i släktet Trochosa och familjen vargspindlar. Inga underarter finns listade i Catalogue of Life.